# Friend (Nebraska)
Friend – miasto w Stanach Zjednoczonych, w stanie Nebraska, w hrabstwie Saline.